# Alexandre Haslé
Alexandre Haslé est un metteur en scène, comédien, plasticien et marionnettiste français, né le 4 juillet 1965 à Boulogne-Billancourt.
Il est l’un des principaux représentants de la marionnette en France, se distinguant par ses ambiances visuelles marquées, faisant de la scène un terrain de jeu rempli de lumières variées, de décors détaillés remplis d’objets de toutes les époques, narrant des histoires faites de bric et de broc. 
En 2001, il incarne et met en scène l’adaptation de la pièce de Daniel Keene, La Pluie, œuvre majeure dans son genre. 

## Biographie
Alexandre Haslé est issu d'une lignée d'artistes remontant à 1793.
Après un détour par la musique, il se consacre au théâtre, à la marionnette, à la mise en scène et à la pédagogie. Il se forme durant trois ans au Théâtre-école du Passage avec Niels Arestrup puis avec le Théâtre d'art de Moscou et participe au Théâtre International de Recherche dirigé par John Strasberg.
En 1997, il rencontre la marionnettiste Ilka Schönbein. D'abord son partenaire dans Métamorphoses, il écrit et interprète avec elle Le Roi grenouille et, après trois années passées à ses côtés, il fonde en 2001 la compagnie Les lendemains de la veille... .
De 2017 à 2019 il est artiste en résidence au Volcan, scène nationale du Havre.
En 2021 il se concentre sur la scénographie et la technique. Depuis 2022 il est régisseur plateau/ lumière au théâtre Mouffetard, CNMa

## Créations de la compagnie «Les lendemains de la veille...»
- La Pluie, de Daniel Keene. Création des masques et des marionnettes, mise en scène, jeu. Créé au Théâtre de la Commune, Centre Dramatique National d'Aubervilliers en mai 2001, et à Avignon en partenariat avec le festival in. Tournées en France et à l'étranger (Italie, Maroc, Nouvelle-Calédonie...)

- Le Souffle de K. de Daniel Keene. Création des masques et des marionnettes, mise en scène, jeu. Créé en décembre 2005 au Channel, scène nationale de Calais. Reprise en juin 2006 au Théâtre de la Commune, Centre Dramatique National d'Aubervilliers.

- Amour Monstres - La véritable histoire de l'homme-éléphant, Création des masques et des marionnettes, mise en scène, jeu. Créé au Théâtre du fil de l'eau à Pantin en octobre 2007 avec le soutien du Théâtre de la Marionnette à Paris,

- Le petit violon de Jean-Claude Grumberg. Scénographie, création des masques et des marionnettes, mise en scène, jeu.

Coproduction Les Tréteaux de France C.D.N. Tournée 2013-2015. 
- La pluie, de Daniel Keene. Re création au Théâtre du Lucernaire en octobre-novembre 2016 puis en tournée 2017-2018.

- Le Dictateur et le dictaphone, de Daniel Keene. Création des marionnettes, mise en scène et jeu. Créé au Volcan, scène nationale du Havre en novembre 2018. Tournée 2018-2019.

- Grouik !, Texte Alexandre Haslé. Création au Volcan, scène nationale du Havre en octobre 2021.

## Fabrications et scénographies
- Judith ou le corps séparé de Howard Barker. Mise en scène de Jerzy Klezyk. Scénographie, effets spéciaux, accessoires. Théâtre des Songes, 1998.
- L'Ivrogne dans la brousse d'Amos Tutuola. Mise en scène Philippe Adrien. Scénographie, marionnettes. Théâtre de la Tempête, 2002.
- Les Enfants d'Edward Bond. Mise en scène de Jérôme Hankins. Scénographie, marionnette. Théâtre-Studio, Alfortville, La Laiterie, Strasbourg. 2002.
- L'enfant rêve de Anoch Levin. Mise en scène de Philippe Adrien. Scénographie, marionnette. Théâtre de la Tempête. 2003.
- Iq & Ox de Jean-Claude Grumberg. Mise en scène d'Adel Hakim. Fabrication des masques et des marionnettes, jeu. Théâtre Antoine Vitez, Ivry en 2004.
- Elephant people de Daniel Keene. Mise en scène de Renaud Cojo. Fabrication de la prothèse Lantini. 2007.
- L'Iceberg. Cie l'éolienne. Mise en scène de Florence Caillon. Fabrication des masques. 2010.
- Un courant d'air entre les dents. Mise en scène de Thierry Delhomme. Scénographie, fabrication des masques et des marionnettes, jeu. 2010.
- Thélonious et Lola de Serge Kribus. Scénographie, fabrication des marionnettes. Théâtre Montansier, Versailles. 2024.

## Théâtre (comédien)
- Enfers. Création collective, Mise en scène Gil Galliot.Théâtre de la Renaissance. 1992.
- Cabaret Cami, d'après Cami. Mise en scène Claude Bonin. Théâtre du Campagnol, tournée française. 1992-1994.
- Yvonne, princesse de Bourgogne de W. Gombrowitz. Mise en scène Jerzy Klézyk. Théâtre de Poche de Bruxelles. 1993.
- Va-nu-pieds d'après W. Gombrowitz. Mise en scène Jerzy Klésyk. Théâtre de Ménilmontant (Paris), tournée française. 1994
- Furia. De Enzo Corman. Mise en scène Jean-Claude Gall. Tournée 1993-1994.
- Le Roi singe. Avec l'opéra de Pékin. Mise en scène Gil Galliot. Nanterre. 1995.
- La Banalité de l'ordinaire. Création collective d'après Soumission à l'autorité de Stanley Milgram. Mise en scène Delphine Elliet. Théâtre Gérard-Philipe, Saint-Denis.
- Métamorphoses d’Ilka Schönbein, trois ans de tournée en rues et salles, en France et en Europe. 1997-1999.
- Le Roi grenouille. Fabrication, écriture, mise en scène et jeu avec Ilka Schönbein. 1998.
- IQ et Ox de Jean-Claude Grumberg. Mise en scène Adel Hakim. Théâtre du Rond Point, tournée. 2005-2006

## Mise en scène
- Le Maxi monster music show. Side project du groupe  le Maximum Kouette. 2009.